# Jason George (Basketballspieler)
Jason George (* 21. Mai 2001) ist ein deutscher Basketballspieler. 

## Laufbahn
George spielte bei der TSG Söflingen 1864 und für die Mannschaft der Urspringschule. Für Letztere erzielte er in der JBBL-Saison 2016/17 Fabelwerte: Im Durchschnitt erzielte er in neun Einsätzen 25,7 Punkte, 19,4 Rebounds und 4,3 Korbvorlagen. Er war auch für die NBBL und die Herrenmannschaft der TuS Urspringschule in der zweiten Regionalliga zum Einsatz gekommen. Im Sommer 2017 wechselte George in die Nachwuchsabteilung des Bundesligisten Ratiopharm Ulm und wurde ins Aufgebot der OrangeAcademy für die 2. Bundesliga ProA aufgenommen, in der Ulms Talente Spielerfahrung im Herrenbereich sammeln und an den Bundesliga-Kader herangeführt werden. Mit der Mannschaft verpasste er im Spieljahr 2017/18 den Verbleib in der 2. Bundesliga ProA und musste den Abstieg einstecken. Im August 2018 nahm er gemeinsam mit anderen Talenten aus europäischen Ländern in Belgrad an „Basketball without Borders Europe“, einem von der NBA sowie dem Weltverband FIBA veranstalteten Trainingslager, teil.
Ende November 2018 wechselte George in die Nachwuchsabteilung des FC Bayern München, um dort in der zweiten und dritten Herrenmannschaft sowie in der U19 zum Einsatz zu kommen. Mit der U19 des FCB wurde er Ende Mai 2019 deutscher Meister. Ende Januar 2020 kam er im Spiel gegen Bonn erstmals in der Basketball-Bundesliga und im Laufe der Saison 2020/21 erstmals in der Euroleague (gegen Mailand) zum Einsatz. Anfang Dezember 2022 verlieh ihn der FC Bayern an den Bundesligisten Niners Chemnitz. Anfang Mai 2023 wurde von der Nationalen Anti-Doping-Agentur (NADA) aufgrund eines auffälligen Befunds ein Untersuchungsverfahren gegen George eingeleitet. George wurde bis aus Weiteres aus dem Spielbetrieb genommen. Nach etwa eineinhalb Jahren beendete die NADA die sportrechtlichen Ermittlungen und sperrte ihn aufgrund der Einnahme von MDMA und Methamphetamin für zwei Jahre und vier Monaten. Während des Verfahrens konnte George nachweisen, „wann und wie die Substanz in seinen Körper gelangt ist“, und so geht die NADA von keinem absichtlichen Verstoß aus. Die Sperre wurde rechtskräftig und läuft aufgrund der Anrechnung der Suspendierung am 27. August 2025 ab.
Drittligist BG Leitershofen/Stadtbergen gab im August 2025 Georges Verpflichtung bekannt.

### Nationalmannschaft
George bestritt während der U16-Europameisterschaft 2017 sechs Partien für die deutsche Mannschaft. Im April 2018 gewann er mit der deutschen U18-Nationalmannschaft das Albert-Schweitzer-Turnier. Bei der U18-EM 2018 in Lettland erzielte er im Durchschnitt 7,3 Punkte sowie 4,3 Rebounds je Begegnung und landete mit der deutschen Mannschaft in der Endabrechnung auf dem sechsten Rang. Im Februar 2023 erhielt er die Berufung in die A-Nationalmannschaft und kam im selben Monat gegen Schweden zu seinem ersten Einsatz in einem Herrenländerspiel.